# میتلبرگ
میتلبرگ (به آلمانی: Mittelberg) یک منطقهٔ مسکونی در اتریش است که در ناحیه برگنتس واقع شده‌است. میتلبرگ ۹۶٫۸۲ کیلومتر مربع مساحت دارد ۱٬۲۰۰ متر بالاتر از سطح دریا واقع شده‌است.